# 李必立
李必立（韓語：이필립，1981年5月26日—），名字又譯李弼立，男，韓國演員。演出MBC於2007年製作的《太王四神記》而開始受到注目。
出生於美國，畢業於波士頓大學，其後在喬治華盛頓大學研究所拿到工程學碩士學位，父親是年銷售額達到2000億韓元的美國IT企業STG總裁李秀東（이수동）。家人希望他能成為企業接班人，不過他對此沒興趣，2005年隻身返韓勇闖演藝界，原本一句韓語都不會說的李必立，開始努力學習韓語至能夠順利和人交談，並練習騎馬和武術，經兩年等待終於獲得演出《太王四神記》「青龍」一角的機會，父母也開始尊重他當演員的決定。

## 演出作品

### 電視劇
- 2007年：MBC《太王四神記》飾演 處虜（青龍）
- 2009年：KBS《男人的故事》飾演 陶宰明
- 2010年：SBS《秘密花園》飾演 林宗守（大佬）
- 2012年：SBS《信義》飾演 張斌

## 腳註
1. ↑  《太王》新人李弼立已成為韓流明星？（中文）
2. ↑  高富帥李弼立家有豪宅學歷不凡 （页面存档备份，存于）（中文）
3. ↑  「祕密花園」武導-李必立   戲外才是年產55億的富二代！[永久]（中文）